# Ozarba subtusfimbriata
Ozarba subtusfimbriata är en fjärilsart som beskrevs av Emilio Berio 1940. Ozarba subtusfimbriata ingår i släktet Ozarba och familjen nattflyn. Inga underarter finns listade i Catalogue of Life.